# Щ-317
Щ-317 — советская дизель-электрическая торпедная подводная лодка времён Второй мировой войны, принадлежит к серии X проекта Щ — «Щука». Была в составе Балтийского флота.

## История корабля
Лодка была заложена 23 июля 1934 года на заводе № 194 «имени А. Марти» в Ленинграде, спущена на воду 24 сентября 1935 года, 29 сентября 1936 год вошла в состав Балтийского флота ВМФ СССР.

### Служба
За годы службы Щ-317 совершила пять боевых походов, по разным данным шесть или семь торпедных атак, в которых выпустила не менее 10 торпед и потопила по разным данным от 3 до 5 транспортов: «Орион», 2514 брт, 16 июня 1942 года был лишь повреждён, а «Рейн» 2600 брт, 25 июня 1942, приписывается Щ-317 не во всех источниках. Тем не менее, Щ-317 является одной из самых результативных советских ПЛ времён ВОВ, а её командир, Николай Константинович Мохов, отличился тем, что все его донесения о результативных атаках впоследствии подтвердились.

#### Советско-финская война
- С 29 ноября по 5 декабря 1939 года «Щ-317», участвуя в Советско-Финской войне, несла боевое дежурство на указанной командованием позиции, встреч с противником не имела, после окончания дежурства вернулась на базу в Таллин. С 5 по 19 декабря прошла послепоходовый аварийный ремонт.
- 19 декабря 1939 года «Щ-317» ушла на второе боевое дежурство. 21 декабря в проливе Южный Кваркен несколько раз садилась на камни в подводном положении. Замечена не была, существенных повреждений не получила. За время боевого дежурства контактов с вражескими судами не было. 3 января 1940 года отправилась на базу, 5 января у пролива Южный Кваркен обнаружила конвой, во время выхода в атаку села на камни и была обнаружена шведскими эскортами, после чего атаку прекратила и отлежалась на грунте. 8 января благополучно вернулась в Таллин.

#### Великая Отечественная война

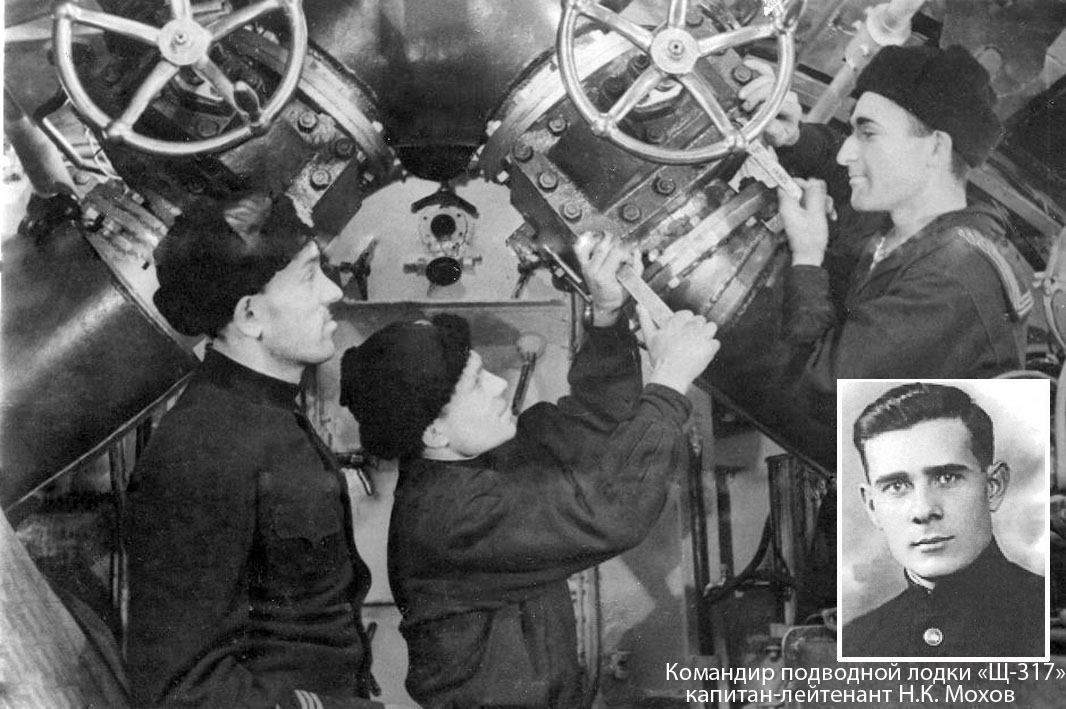
В отсеке подводной лодки Щ-317. Слева направо: старшина группы мотористов главстаршина В.И. Гусев, старшина 2-й статьи В.А. Кононов и моторист краснофлотец М.С. Давыдов, 1941 г.

- Начало ВОВ «Щ-317» встретила в Таллине, во время прохождения среднего ремонта. В связи с эвакуацией завершила ремонт уже в Кронштадте.
- 28 сентября 1941 года в 0:20 вышла в боевой поход из Кронштадта. Заняла позицию № 5, находившуюся между островами Малый и Большой Тютерс. Контактов с вражескими судами не имела, за время дежурства произошло несколько отказов кормовых горизонтальных рулей. 16 октября в 5:45 вернулась в Кронштадт.
- 2 ноября вышла на боевое дежурство на позицию № 4, располагавшуюся у острова Эланд. 3 ноября прибыла к острову Ханко и погрузилась, ожидая конвой, в составе которого должна была проследовать через Финский залив. При всплытии по ошибке атакована сторожевыми катерами из охранения конвоя. На лодку было сброшено шесть глубинных бомб, по лодке выпущено 15 снарядов калибра 45 мм. Один из снарядов пробил прочный корпус выше ватерлинии в районе второго отсека. Начался пожар, была повреждена запасная торпеда, из-за короткого замыкания выключилось электроосвещение. Перепутавшие задний ход с передним мотористы посадили лодку на камни. Пожар был ликвидирован, погибших не было. 6 ноября вернулась в Кронштадт на ремонт, продлившийся до начала 1942 года.
- 6 июня 1942 года лодка вышла в Кронштадт, откуда начала свой боевой поход.
- 16 июня «Щ-317» первой из советских лодок, вышедших в море в кампании 1942 года, отрапортовала о выходе на позицию. Радиограмма была перехвачена немцами, но так как выход советских субмарин в море считался невозможным, то в немецкой радиоразведке её посчитали отправленной с немецкого тральщика. В тот же день «Щ-317» потопила финский транспорт «Арго» (2 513 брт), 14 человек из команды были спасены шведским пароходом «Улла», который при этом был безуспешно атакован торпедами.
- 18 июня лодка торпедировала датский транспорт «Орион» (2 405 брт). Команда покинула торпедированное судно, однако оно не затонуло и через четыре дня было отбуксировано шведами в порт Висбю на острове Готланд.
- днём 22 июня у восточного побережья острова Эланд «Щ-317» потопила торпедами шведское судно «Ада Гортон» (2 399 брт), шедшее в Германию с грузом железной руды.
- 25 июня произведена торпедная атака на неустановленное судно. По одной из версий, потоплен транспорт «Рейн» (2 600 брт). Однако это судно на самом деле было потоплено 6 августа 1944 года у французского Сен-Мало.
- 1 июля «Щ-317» безрезультатно атаковала шведский транспорт «Галеон» и была контратакована шведским эсминцем «Эреншельд».
- 4 июля был безрезультатно атакован шведский галеас «Фортуна».
- 8 июля потоплен немецкий транспорт «Отто Кордс» (966 брт).
- 14 июля «Щ-317» была атакована финским минным заградителем «Руотсинсальми».

На базу из этого похода лодка не вернулась. 
В некоторых источниках суммарный тоннаж четырёх потопленных транспортов оценивается в 6 080 брт, а транспорт «Орион» также числится потопленным.
По результатам последнего похода весь экипаж Щ-317 посмертно был награждён орденами. В. А. Егоров был посмертно представлен к званию Героя Советского Союза, но награждение произведено не было по неуказанным причинам. 23 октября 1991 года за последний поход Щ-317 В. А. Егоров и Н. К. Мохов были награждены орденами Ленина.

### Версии и причины гибели
Истина о гибели корабля долгое время оставалась неизвестна, существовало несколько версий:
1. 13 или 14 июля «Щ-317» потоплена атакой глубинными бомбами с самолётов.
2. 12 июля «Щ-317» погибла от подрыва на мине (финской сейсмостанцией был зафиксирован мощный взрыв).
3. Потоплена глубинными бомбами шведского эсминца «Стокгольм» севернее острова Эланд (найдена на грунте точке с координатами 57°52' с.ш./16°55' в.д. в 1999 году).
4. между 15 и 18 июля «Щ-317» погибла от подрыва на мине.
5. 15 июля «Щ-317», повреждённая в результате подрыва на мине была обнаружена и атакована силами ПЛО и погибла в результате бомбардировки глубинными бомбами — минного заградителя «Руотсинсальми», сторожевого катера «VMV-6» (по другим данным «VMV-16») и финского самолета в районе Кольбодегрунда.

### Командиры
- февраль 1938 — 24 января 1942 — А. Г. Андронов
- 29 ноября 1939 — 5 декабря 1939, 19 декабря 1939 — 8 января 1942 — обеспечивающий действия комдив В. А. Егоров
- 24 января 1942 — июль 1942 — Н. К. Мохов

## Обнаружение
Летом 1999 года шведские поисковики заявили об обнаружении потопленной Щ-317 в точке с координатами 57°52' с.ш./16°55' в.д - у побережья Швеции, к востоку от Вестервика, однако позже информация не подтвердилась.
В мае 2018 года Щ-317 была обнаружена у островов Гогланд и Большой Тютерс, что прояснило её судьбу. Лодка, которую преследовали корабли и самолёты по всему заливу, сумела избежать всех атак, ускользнула от преследования и подорвалась на мине при возвращении на базу, практически в прямой видимости от родного берега.